# Sepp Innerkofler
Joseph Innerkofler, detto "Sepp" (Sesto, 28 ottobre 1865 – Monte Paterno, 4 luglio 1915), è stato un alpinista e militare austriaco, divenuto molto famoso come guida alpina delle Dolomiti.
Nonostante l'età avanzata, allo scoppio della guerra tra l'Austria-Ungheria e l'Italia Innerkofler decise di arruolarsi volontario negli Standschützen per combattere sulle sue montagne. Cadde in combattimento durante un'ardita azione sul Monte Paterno, la cui conquista avrebbe consentito agli austro-ungarici di controllare le forze italiane nel settore di Lavaredo.

## Biografia

### I primi anni e l'attività di guida alpina
Nato nel Maso Unteradamer a Sesto, nell'allora Tirolo facente parte dell'Impero austro-ungarico, il giovane Sepp era il quarto figlio di Christian, contadino e scalpellino, con cui trascorse i primi anni di vita prima di trasferirsi nell'Alta Pusteria presso altri contadini. Amante della montagna e della sua valle natia, dopo alcuni anni di lavoro in una segheria durante i quali dedicò il tempo libero alla caccia e all'arrampicata, nel 1889 ottenne il brevetto di guida alpina dal Deutscher und Österreichischer Alpenverein decidendo quindi di impiegare la sua vita in questa attività.
Le sue ottime capacità alpinistiche e la sua intraprendenza lo resero in breve tempo un personaggio famoso e ricercato dai facoltosi di tutta Europa che volevano essere accompagnati sulle montagne dolomitiche, e con questa attività iniziò a guadagnare discrete somme di denaro. Poco dopo sposò Maria Stadler, da cui ebbe sette figli, e in seguito aprì un rifugio su monte Elmo. Tre anni dopo aprì la Dreizinnenhütte (oggi rifugio Antonio Locatelli — Sepp Innerkofler) sulle Tre Cime di Lavaredo, e successivamente anche il rifugio Zsigmondy. Con i proventi della gestione dei rifugi, nel 1903 costruì a Sesto «villa Innerkofler» e cinque anni dopo aprì in Val Fiscalina l'albergo Dolomiten, dotato dei più moderni comfort per l'epoca. Grazie all'afflusso turistico creatosi, migliaia di persone iniziarono a interessarsi alle Dolomiti e Innerkofler diventò uno degli uomini più ricchi e famosi della valle di Sesto, conosciuto negli ambienti alpinistici di tutta Europa.
Alpinisticamente Sepp aveva fatto parlare di sé appena ventenne per la straordinaria scalata della parete nord della piccola Zinne (Cima Piccola di Lavaredo) il 28 luglio 1890, assieme a Hans Helversen e Veit Innerkofler, e da allora iniziò ad accompagnare centinaia di persone in montagna.

### L'arruolamento volontario e la guerra

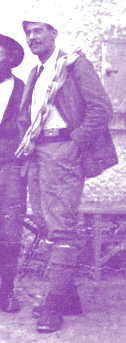
Sepp Innerkofler nel 1906

Il 28 luglio 1914, quando scoppiò il conflitto, l'allora quarantanovenne Innerkofler, ritenuto troppo anziano, non venne richiamato nell'esercito e lasciato alla sua attività, ma quando i venti di guerra tra Austria-Ungheria e Italia si avvicinarono alle sue montagne, il 19 maggio 1915 decise di arruolarsi volontario fra gli Standschützen, formazioni territoriali tirolesi (incluso trentine e altoatesine) nate da nuclei di volontari di tiratori scelti, il cui impiego in guerra era previsto non lontano dalle loro sedi di appartenenza. La zona dove venne chiamato ad operare Innerkofler fu il "V Rayon", ossia il settore compreso tra il passo Pordoi e il monte Peralba. Il 20 maggio venne costituita la «Pattuglia volante» composta da Innerkofler e dalle guide alpine Andrea Piller, Hans Forcher, Benitius Rogger, suo figlio maggiore Gottfried e altri, con il compito di pattugliare continuamente il tratto di fronte montano con l'obiettivo di scoprire le iniziative nemiche, indirizzare il tiro delle artiglierie e trovare i percorsi migliori per lo spostamento delle truppe.
Tre giorni prima della dichiarazione di guerra, Innerkofler scalò per l'ultima volta in solitaria la vetta a lui forse più cara, il monte Paterno (Paternkofel); furono le ultime ore di pace: infatti due giorni dopo, quando venne incaricato di scalare con la sua pattuglia il Paterno per indirizzare il tiro delle artiglierie, la guerra ormai imperversava su tutto il fronte. E proprio dal Paterno, il 25 maggio Innerkofler fu costretto a vedere gli italiani colpire con l'artiglieria il suo rifugio, incendiandolo:
«25 maggio 1915. Al quinto colpo la mia casa s'incendia. Mentre scrivo qui sul Paterno, brucia il Rifugio giù in fondo, il rogo tra i monti fa un'impressione imponente. Laggiù il fuoco, quassù battiamo i denti dal gelo.[...] Adesso, Dio sia lodato, c'è il sole, e tutto questo mi appare più interessante che pauroso e terribile», scrisse a tal proposito sul suo diario.
Nonostante la grande bandiera con la Croce Rossa che sventolava sul rifugio Dreizinnenhütte, gli italiani bombardarono comunque il rifugio. Erano infatti convinti che lo stabile non ospitasse feriti o malati, ma che la bandiera della Croce Rossa nascondesse in realtà un deposito di munizioni o un comando austriaco.

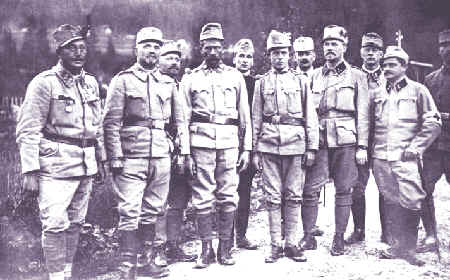
Sepp Innerkofler (al centro) con i componenti della Pattuglia Volante

Nel corso della notte di due giorni dopo, Innerkofler e Forcher salirono nuovamente sul Paterno per dirigere il fuoco di artiglieria sulle posizioni italiane, mentre, dietro loro suggerimento, il comandante dei Landstürmer decise di attaccare la Forcella di Lavaredo. Appena gli austriaci avanzarono, furono però presi subito di mira dal fuoco dei fucilieri italiani appostati sulla sinistra della base del Paterno; le due guide alpine dall'alto aprirono il fuoco contro gli italiani, che si ritirarono, ritenendo il monte già in mano nemica. Innerkofler gridò quindi ai Landstürmer di continuare ad avanzare verso la forcella ormai sgombra, ma gli austriaci sospesero comunque l'attacco, probabilmente a causa di un ordine telefonico impartito da un ufficiale dalla Val Pusteria. Il 29 maggio un plotone di alpini, sfidando una bufera di neve, salì sulla vetta del Paterno, stabilendovi un presidio e causando notevoli preoccupazioni per il comando austriaco. Dopo aver conquistato Forcella Passaporto e la cresta tra la Forcella del Camoscio e Forcella Pian di Cengia, il presidio sulla vetta del Paterno avrebbe ora consentito agli italiani di minacciare gravemente lo schieramento austro-ungarico sull'altopiano delle Tre Cime e dirigersi verso la Val Pusteria. 
Seguirono settimane di intensa attività per la guida e la sua pattuglia, mentre gradualmente gli ufficiali di carriera si resero conto che in questo settore era possibile organizzare una difesa efficiente soltanto a condizione di far operare pattuglie composte da ex-guide alpine agli ordini di Innerkofler, che potevano sfruttare la sua enorme conoscenza dei luoghi. La guida operò instancabilmente tra Kreuzberg e le Tre Cime, dispensando consigli ai comandanti, e probabilmente fu grazie alla molta considerazione che questi avevano di lui che furono respinti gli attacchi italiani dal Rotwand all'Elfer, da Cima Dodici all'Einser.

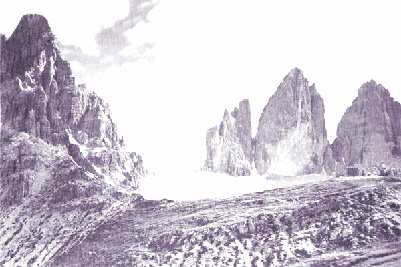
Il monte Paterno a sinistra, con sullo sfondo le Tre Cime di Lavaredo, così come si presentavano dalla parte austriaca

Il 2 giugno Innerkofler con i suoi uomini scalò Cima Undici e cinque giorni dopo monte Popera, dal quale la vista poteva giungere fino al mare. Gli italiani si resero conto che il fronte si stava chiudendo in un cerchio inespugnabile e che il lavoro delle guide austriache avrebbe presto consentito al nemico di occupare le cime del settore. Il 18 giugno Innerkofler scalò nuovamente Cima Undici, aprendo un cammino mai percorso prima, con lo scopo di sorprendere e venire a contatto con le pattuglie degli alpini che da sud cercavano di avanzare dentro il massiccio montano. Con due audaci azioni la "Pattuglia Volante" ricacciò indietro gli italiani, e al suo ritorno Innerkofler fu promosso sergente maggiore e ricevette la medaglia al valore di seconda classe. Successivamente Innerkofler tornò a Cima Undici dove poté notare che le truppe italiane stavano lentamente avanzando fino a Forcella Giralba; ne seguì un violento scontro a fuoco con gli alpini, che furono costretti a retrocedere; per questa azione gli venne assegnata la medaglia d'argento. Successivamente tornò nella zona presso le Tre Cime, dove accadde ciò che Innerkofler aveva tentato invano di spiegare ai comandi: secondo lui il monte Paterno sarebbe stato da occupare in anticipo rispetto agli italiani, ma ormai era tardi, e pochi giorni prima la vetta era stata occupata dai nemici.
Così nella seconda metà del mese di giugno il feldmaresciallo Ludwig Goiginger in persona intervenne per organizzare un attacco per riprendere la vetta del Paterno, a cui avrebbero partecipato pochi uomini. Sepp Innerkofler si disse molto perplesso sull'azione, giudicata dall'esperta guida molto difficile: lui e i suoi uomini avrebbero dovuto compiere un'ascesa di per sé stessa difficile, appesantiti dalle armi, per poi giungere in vetta e ingaggiare battaglia contro forze numericamente superiori. L'azione però era ormai decisa, e Innerkofler, per non passare da vigliacco, vi volle prender parte, impedendo però al figlio di seguirlo: «[...] che la mamma pianga almeno uno solo di noi», gli disse prima di partire per la missione.
Nella notte tra il 3 e il 4 luglio, assieme ad Andrea Piller, Hans Forcher, Benitius Rogger e gli Standschützen Franz von Rapp e Josef Taibon, iniziarono la scalata del Paterno (lungo la via nord nord-ovest aperta proprio da Sepp nel 1896) e al sorgere del giorno arrivarono poco sotto la vetta. La batteria austriaca quindi aprì il fuoco verso la vetta presidiata da una manciata di alpini, mentre in basso una piccola schiera di Schützen (di cui faceva parte Christian Innerkofler, il fratello di Sepp) iniziò ad avanzare verso Forcella del Camoscio. Dopo pochi minuti di bombardamento Sepp Innerkofler sventolò una piccola bandiera gialla, ordinando di cessare il bombardamento. Assieme a Forcher iniziò quindi la breve scalata verso la vetta, ma la reazione degli alpini fu immediata; mitragliatrici e artiglieria aprirono il fuoco contro le due colonne degli attaccanti. La colonna inviata contro la forcella fu rapidamente costretta a ritirarsi, a causa dell'intenso fuoco degli alpini proveniente dalla forcella e dal fuoco amico proveniente dall'Alpe dei Piani, dove gli austriaci non erano stati informati dell'azione. Più in alto, ormai a poco meno di dieci metri dalla cima, Innerkofler iniziò il suo attacco lanciando una prima bomba a mano contro gli alpini a cui non seguì nessuna esplosione; quindi tentò una seconda volta, ma anche questa non esplose. Fu in questo frangente che Sepp Innerkofler cadde per mano dei difensori italiani in circostanze mai del tutto chiarite.
L'azione ebbe esito negativo e gli attaccanti si ritirarono e ridiscesero a valle. Nei giorni seguenti gli alpini tentarono invano di recuperare la salma, impediti però dalle difficoltà tecniche e dal tiro degli austriaci, che dalle loro postazioni mitragliavano chiunque si mostrasse. La salma di Sepp Innerkofler venne recuperata solo alcuni giorni dopo per iniziativa del portaferiti Angelo Loschi, che con un alpino, sotto il fuoco nemico, riuscì con grande difficoltà a recuperare il corpo dal Camino Oppel. Per questo atto di pietà Loschi ricevette un encomio solenne dal comando di brigata, mentre la salma venne tumulata in cima al Paterno per poi essere riesumata nel 1918 e trasportata al cimitero di Sesto.

### Le diverse testimonianze sulla sua morte

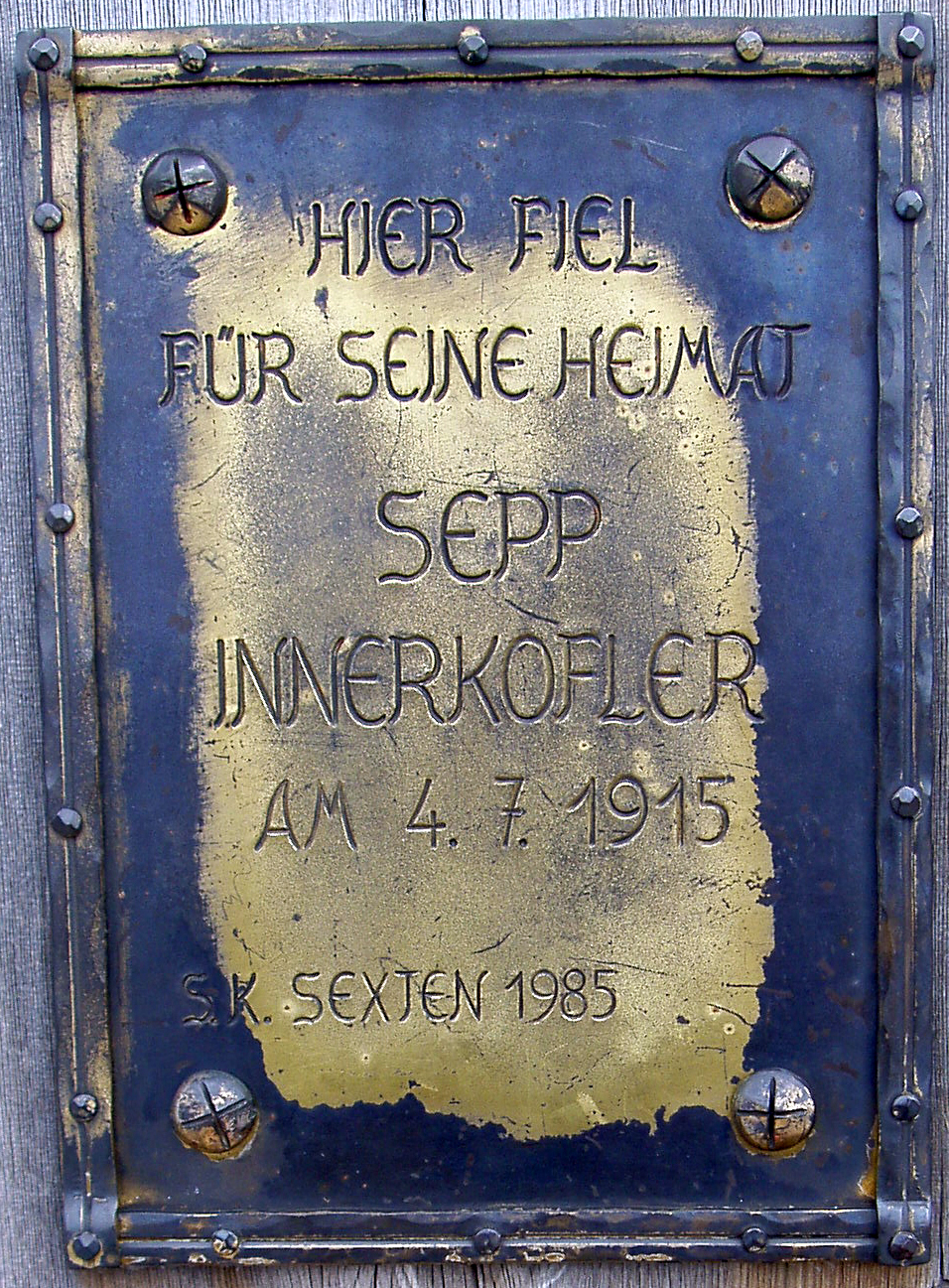
Lapide commemorativa sul monte Paterno

Sulle cause che portarono alla morte della famosa guida austriaca nacquero fin da subito alcune divergenze, soprattutto legate alle diverse testimonianze discordanti: lo storico, ed ex tenente d'artiglieria austro-ungarico, Fritz Weber nel suo libro Guerra sulle Alpi riporta che fu una pallottola a colpire in fronte Sepp Innerkofler, mentre Antonio Berti (tenente medico del battaglione Val Piave, che presidiava la vetta) ricostruì la vicenda in base ai suoi ricordi di guerra e dei suoi compagni che furono protagonisti dell'azione, affermando che mentre stava attaccando, sopra Sepp apparve la figura dell'alpino Pietro De Luca, del battaglione Val Piave, che con un masso colpì in pieno la guida austriaca facendola precipitare dentro il "camino Oppel".
Le principali divergenze sulla morte di Sepp Innerkofler riguardano fondamentalmente la causa: masso o arma da fuoco? E, nella seconda ipotesi, fuoco italiano o austriaco? Sull'episodio del Paterno è stato scritto molto, e diverse testimonianze si trovano negli scritti di Gunther Langes, Karl Springenschmid, del generale Viktor Schemfil, e di Josef Anton Mayr, Peter Kübler e Josef Reider. A più di sessant'anni di distanza, il più giovane dei figli di Sepp, Joseph Innerkofler, fornì una inedita versione secondo la quale il padre venne ucciso nella concitazione dell'attacco dal fuoco di una mitragliatrice austriaca situata sulla forcella di San Candido, e stabilmente puntata verso la vetta del Paterno.
Non esistono risposte certe, e dopo il recupero della salma non fu possibile accertare le cause della morte dato che sia nel caso di un colpo di arma da fuoco, sia nel caso fosse stato colpito da un masso, il corpo precipitato per molti metri in un canalone, rimase per molto tempo esposto a lesioni sia a causa di massi caduti sia per possibili colpi da arma da fuoco. La riesumazione dalla vetta del Paterno nel 1918 non riuscì a fugare i dubbi, come neppure le discordanti testimonianze. Più delle cause della sua morte però, fu soprattutto il ricordo e i sentimenti che hanno circondato la figura di Innerkofler a renderlo famoso e amato, sentimenti riassunti nel tributo scritto molti anni dopo da Mayr: «La morte di Sepp costituì una commovente tragedia militare e umana. La sua figura ha giustamente raggiunto una fama leggendaria. Nessuno potrà mai dire con certezza come si siano svolti i fatti lassù sulla cima del Paterno. Da tutte le testimonianze emerge comunque la figura di un grande tirolese che ha offerto in sacrificio alla patria tutte le sue capacità e infine anche la vita».

## La sua figura nel dopoguerra
A guerra finita, la rifondata sezione Alta Pusteria del Club Alpino Sudtirolese cominciò a ricostruire il Rifugio Tre Cime (Dreizinnenhütte), ma poche settimane dopo l'apertura fu ritirata la concessione al gestore, nel 1935 i CAI di Bolzano e di Padova ampliarono la struttura e nel 1937 per ordine del Comitato Centrale del Club Alpino Italiano il nuovo rifugio fu intitolato ad Antonio Locatelli. Durante la seconda guerra mondiale l'edificio fu gravemente danneggiato; negli anni dell'immediato secondo dopoguerra iniziarono i lavori di ripristino e il 3 luglio 1949 il rifugio venne consegnato al nuovo gestore, la guida alpina Josef Reider di Sesto. Il 21 settembre 1997 presso il rifugio è stato inaugurato un cippo alla memoria di Sepp Innerkofler.
La difesa delle Dolomiti della val di Sesto fin dal dopoguerra è stata legata alla figura di Innerkofler, considerato un eroe dal popolo austriaco, ricordato in molte pubblicazioni sia di carattere alpinistico, storico e narrativo.
Dal rifugio si può intraprendere la via ferrata dedicata ad Innerkofler e all'alpino Piero De Luca, ossia la via ferrata De Luca-Innerkofler, che dal rifugio Auronzo permette di arrivare sulla cima del Paterno dalla sponda sud, ripercorrendo le vie che utilizzarono i soldati durante la guerra. In occasione del centenario della sua morte si è tenuta a Sesto una commemorazione presenziata da Reinhold Messner, in cui è stato presentato anche un libro dedicato a Innerkofler.